# Ranunculus pinguis
Ranunculus pinguis — вид рослин з родини жовтецевих (Ranunculaceae), ендемік Нової Зеландії. Етимологія: лат. pinguis — «товстий».

## Опис

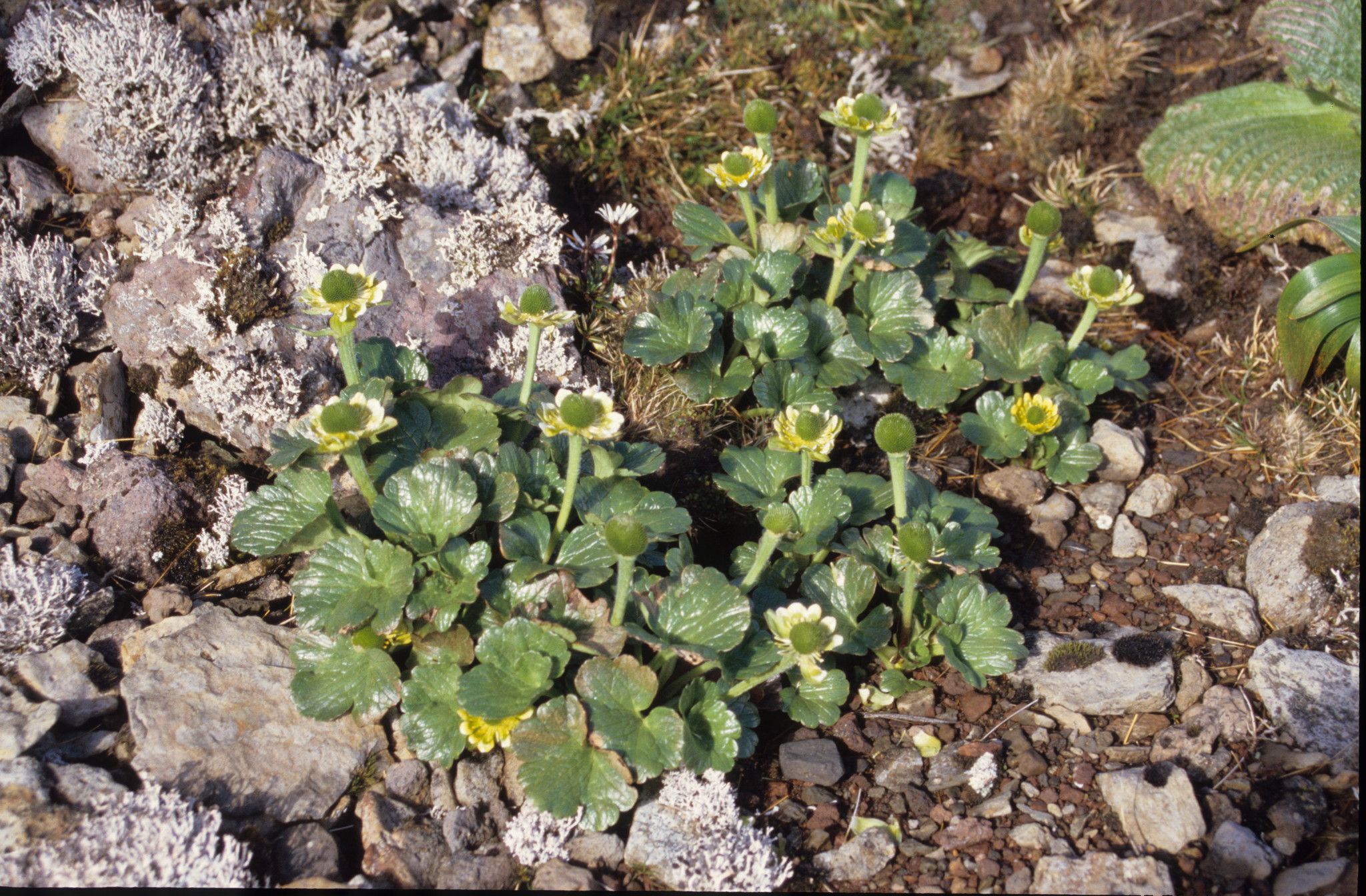
Ranunculus pinguis на Медовій горі (Mount Honey), острів Кемпбелл, Нова Зеландія

Багаторічна рослина 5–25 см заввишки; кореневище дебеле. Листки від ромбічних до ниркоподібних, неглибоко 3–5(7)-часточкові, м'ясисті, голі або волосисті, діаметром 2–8 см. Квітки поодинокі, 2–3 см в діаметрі; квітконоси прямостійні, як правило, волосисті, як мінімум вгорі. Чашолистки розлогі, волосисті. Пелюстків 5–10, жовті, вузькі, зазвичай менші від чашолистків. Сім'янки дуже численні, не сплющені, голі, рідко волосисті, тіло завдовжки 1.5–2 мм, дзьоб прямий, ≈ 2 мм завдовжки. 2n = 48
Цвітіння: грудень — січень; плодоношення: лютий — квітень.

## Поширення
Ендемік острова Кемпбелл і Оклендських острів (Нова Зеландія).
Зростає на висотах від 0 до 600 м. Населяє заболочені місця на пагорбах, скелясті місця.

## Загрози й охорона
Великих загроз немає. Вид має новозеландський природоохоронний статус «природно рідкісний». Хоча рослина є ендеміком з вузьким ареалом, але в межах свого ареалу вона досить численна.